# Pin Up Girl
Pin Up Girl é um filme de comédia musical estadunidense de 1944 dirigido por H. Bruce Humberstone. O filme capitalizou o status icônico de Betty Grable como uma pin-up durante a Segunda Guerra Mundial.
O roteiro, baseado em um conto intitulado Imagine Us! (1942) de Libbie Block, foi adaptado por Robert Ellis, Helen Logan e Earl Baldwin.

## Sinopse
A famosa pin up Betty Grable estrela essa comédia musical sobre uma secretária que apaixona-se por um oficial da marinha, tendo de esconder dele sua verdadeira identidade.

## Elenco
- Betty Grable ... Lorry Jones/Laura Lorraine
- John Harvey ... Tommy Dooley
- Martha Raye ... Molly McKay
- Joe E. Brown ... Eddie Hall
- Eugene Pallette ... Barney Briggs
- Dorothea Kent ... Kay Pritchett
- Dave Willock ... Dud Miller
- Charlie Spivak ... Ele mesmo (líder da banda)
- Roger Clark ... Sargento da Marinha George Davis (sem créditos)
- Nat 'King' Cole ... Pianista da Cantina
- Hermes Pan ... Bailarino
- Adele Jergens ... Trabalhadora da Cantina
- Bess Flowers ... Patrona da Diplomacia do Arriving Club
- June Hutton ... June Hutton - Cantora da Spivak Band
- Reed Hadley ... Locutor de Rádio (voz)
- Lillian Porter ... Cigarette Girl

## Produção
Quando a Twentieth Century Fox comprou os direitos da história de Libby Bullock, os atores Linda Darnell e Don Ameche foram considerados para os papéis principais. Depois que o estúdio decidiu adaptar a história em um musical estrelado por Betty Grable, a premissa foi alterada para capitalizar o status de Grable como a mais popular "garota pin-up" durante a Segunda Guerra Mundial.  Sua famosa foto de maiô, olhando para trás por sobre o ombro direito, tornou-se uma das fotografias mais icônicas da época. Grable estava grávida de sete meses quando o filme foi concluído.

## Lançamento e recepção
Quando Pin Up Girl foi lançado, recebeu críticas mistas. A revista Variety escreveu que o filme "não faz pretensões de ultra-realismo", mas também o chamou o o filme de "muito gostoso e agradável". O New York Times criticou o roteiro, afirmando que era uma "bolha sem espírito de um musical", no entanto, elogiou Grable.